# 太平岭
太平岭山脉，又称穆棱窝集岭，大部分在黑龙江省境内，为穆棱河与绥芬河分水岭。近北北东走向，全长约180公里，宽30公里。以低山为主。北自穆棱河下游鸡西市附近；南至吉林省汪清县北部，构成汪清县与东宁县之间的省界，绥芬河横穿过此段山脉，长35公里，宽10公里，罗子沟盆地位于岭南。

## 地质
岩石以华力西期花岗岩为主，局部地方为侏罗纪火山岩。

## 地貌
海拔800～900米，相对高度300～500米，山脊浑圆。森林茂密，切割轻微。